# 鲁晓波
鲁晓波（1959年—），湖南人，清华大学美术学院院长、清华大学艺术与科学研究中心主任，博士生导师。此外，他亦是中国教育部工业设计教学指导委员会副主任。

## 生平
鲁晓波1982年从中央工艺美术学院毕业，后于1987年至1990年间赴德国任访问学者。1982年至今，他在中央工艺美术学院／清华大学美术学院任教。